# محمود أباد (لاي سياه)
محمود أباد هي قرية في مقاطعة نائين، إيران. عدد سكان هذه القرية هو 19 في سنة 2006.